# 直通车课程
直通车课程（IP）是新加坡教育制度中的一个六年制特别课程。该课程下的学生将在中学四年级的期末考试通过以后直接跳过的新加坡-劍橋普通教育證書普通水準（或O水准）会考，并继续修读高中课程。完成了六年的课程后，学生将于高中二年级报考新加坡-剑桥普通教育证书高级水准会考、 国际学士学位（IB），或报考相等的教育文凭。

## 概述
六年制的直通车课程允许学生有更多的时间参与强化课程。 也就是说，因为无需报考新加坡-劍橋普通教育證書普通水準会考，学生有更多的时间和灵活性，让自己沉浸在一个更基础广泛的教育环境。 此外，学生因为学习范围更广，也享有更广泛的选课自由。 因为录取名额有限，只有顶尖的高材生有资格考入直通车课程。 因此，新加坡大多数的中学生均为非直通车课程学生。欲报读初级学院的学生均分布于“特别”、“快捷”和“普通（学术）”三大新加坡-劍橋普通教育證書普通水準源流。

## 新加坡-剑桥普通教育证书高级水准课程
六年制直通车课程2004年首于南洋华侨中学（The Chinese High School）、南洋女子中学校（Nanyang Girls' High School）、华中初级学院（Hwa Chong Junior College）、莱佛士书院（Raffles Institution）、莱佛士女子中学（Raffles Girls' School (Secondary)）和莱佛士初级学院（Raffles Junior College）以实验计划推行。 其中，南洋华侨中学和南洋女子中学的直通车学生将于华中初级学院就读最后两年高中部分的课程；莱佛士书院和莱佛士女子中学的直通车学生将于莱佛士初级学院就读最后两年高中部分的课程。 华中初级学院于次年与南洋华侨中学合并为新加坡华侨中学（Hwa Chong Institution）。莱佛士初级学院则于2009年重新并入莱佛士书院。 
为确保学生是在能力范围内应付直通车课程，除了较高的报读成绩要求，直通车院校也在初中进行严格审核。最终能顺利完成初中课程，跳过O水准会考并直接进入初级学院就读高中课程的学生，均为全国学生的首10%
国家初级学院、淡马锡初级学院、和维多利亚初级学院三所所初级学院相续提供其独立的六年制直通车课程。 其中，淡马锡初院和维多利亚初院首先以实行四年制直通车课程为基础。 维多利亚初院的四年制课程实行初期主要供附属的维多利亚学校（Victoria School）的中学二年级学生申请。两所初院分别于2013和2012年转为提供六年制课程。
德明政府中学于2004年申请提供独立的直通车课程，并于次年被批准在中学一年级年和中学三年级学生各录取135名第一批直通车课程学生。德明政府中学于2005年底被批准在全校实行六年制直通车课程。该校于2006年开始实行全校六年直通车制，正式成为六年制直通车课程学府。
立化中学于2006年通过六年制直通车课程的申请程序，续德明政府中学之后正式成为六年制直通车课程学府。 
自2012年， 维多利亚初级学院与附属的维多利亚学校（Victoria School）四德女子中学（Cedar Girls' School）联合提供六年制直通车课程，制度与华侨中学和莱佛士书院的课程相似。
2013年一月，联合直通车课程（简称为JIP）首次推出。首个提供此六年制直通车课程的学府伙伴为新加坡公教中学，圣尼各拉女校，新加坡女子学校，以及诺雅初级学院。 

## 直通车学府
提供六年制直通车课程的学府包括以下学府：
| 院校                       | 课程名称                                   | 文凭             | 伙伴院校                                               | 备注 |
| -------------------------- | ------------------------------------------ | ---------------- | ------------------------------------------------------ | --- |
| 莱佛士书院                 | 莱佛士课程                                 | GCE-A            | 莱佛士女子中学                                         | 所有莱佛士书院（中学部）和莱佛士女中的学生在结束4年中学教育之后，不必参加普通文凭考试，而直接进入莱佛士书院（高中部）就读                          |
| 莱佛士女子中学             | 莱佛士课程                                 | GCE-A            | 莱佛士书院                                             | 所有莱佛士书院（中学部）和莱佛士女中的学生在结束4年中学教育之后，不必参加普通文凭考试，而直接进入莱佛士书院（高中部）就读                          |
| 新加坡华侨中学             | 华中-南洋联合直通车课程                    | GCE-A            | 南洋女子中学校                                         | 所有华侨中学（中学部）和南洋女中的直通车课程学生在结束4年中学教育之后，不必参加普通文凭考试，而直接进入华侨中学（高中部）就读                      |
| 南洋女子中学校             | 华中-南洋联合直通车课程                    | GCE-A            | 新加坡华侨中学                                         | 所有华侨中学（中学部）和南洋女中的直通车课程学生在结束4年中学教育之后，不必参加普通文凭考试，而直接进入华侨中学（高中部）就读                      |
| 国家初级学院               | 国初直通车课程                             | GCE-A            | -                                                      | |
| 英华自主中学               | 英华-美以美联合直通车课程                  | IB               | 新加坡美以美女子中学                                   | 参与直通车课程的学生在结束4年中学教育之后，将直接进入英华自主中学（高中部）就读。未参与直通车课程的学生将报考新加坡-劍橋普通教育證書普通水準会考。 |
| 新加坡美以美女子中学       |                                            | IB               | 英华自主中学                                           | 参与直通车课程的学生在结束4年中学教育之后，将直接进入英华自主中学（高中部）就读。未参与直通车课程的学生将报考新加坡-劍橋普通教育證書普通水準会考。 |
| 淡马锡初级学院             | 淡初直通车课程                             | GCE-A            | -                                                      | |
| 维多利亚学校               | 维多利亚-四德联合直通车课程                | GCE-A            | 四德女子中学；维多利亚初级学院                         | 参与直通车课程的学生在结束4年中学教育之后，将直接进入维多利亚初级学院就读。未参与直通车课程的学生将报考新加坡-劍橋普通教育證書普通水準会考。       |
| 四德女子中学               | 维多利亚-四德联合直通车课程                | GCE-A            | 维多利亚学校；维多利亚初级学院                         | 参与直通车课程的学生在结束4年中学教育之后，将直接进入维多利亚初级学院就读。未参与直通车课程的学生将报考新加坡-劍橋普通教育證書普通水準会考。       |
| 德明政府中学               | 德明直通车课程                             | GCE-A            | -                                                      | |
| 立化中学                   | 立化直通车课程                             | GCE-A            | -                                                      | |
| 新加坡公教中学             | 公教-圣尼各拉-新加坡女子中学联合直通车课程 | GCE-A            | 圣尼各拉女校，新加坡女子学校（中学部）；诺雅初级学院   | 参与直通车课程的学生在结束4年中学教育之后，将直接进入诺雅初级学院就读。未参与直通车课程的学生将报考新加坡-劍橋普通教育證書普通水準会考。           |
| 圣尼各拉女校（中学部）     | 公教-圣尼各拉-新加坡女子中学联合直通车课程 | GCE-A            | 新加坡公教中学，新加坡女子学校（中学部）；诺雅初级学院 | 参与直通车课程的学生在结束4年中学教育之后，将直接进入诺雅初级学院就读。未参与直通车课程的学生将报考新加坡-劍橋普通教育證書普通水準会考。           |
| 新加坡女子学校（中学部）   | 公教-圣尼各拉-新加坡女子中学联合直通车课程 | GCE-A            | 新加坡公教中学，圣尼各拉女校（中学部）；诺雅初级学院   | 参与直通车课程的学生在结束4年中学教育之后，将直接进入诺雅初级学院就读。未参与直通车课程的学生将报考新加坡-劍橋普通教育證書普通水準会考。           |
| 新加坡国立大学附属数理中学 | 国大附中直通车课程                         | NUS High Diploma | -                                                      | |
| 圣若瑟书院                 | 圣若瑟书院直通车课程                       | IB               | -                                                      | 未参与直通车课程的学生将报考新加坡-劍橋普通教育證書普通水準会考。                                                                                  |

以上所有学府均于中一阶段，通过联合中学分配制度录取学生。一些院校也开放让初中三年级学生申请中途加入直通车课程。